# Razor 1911

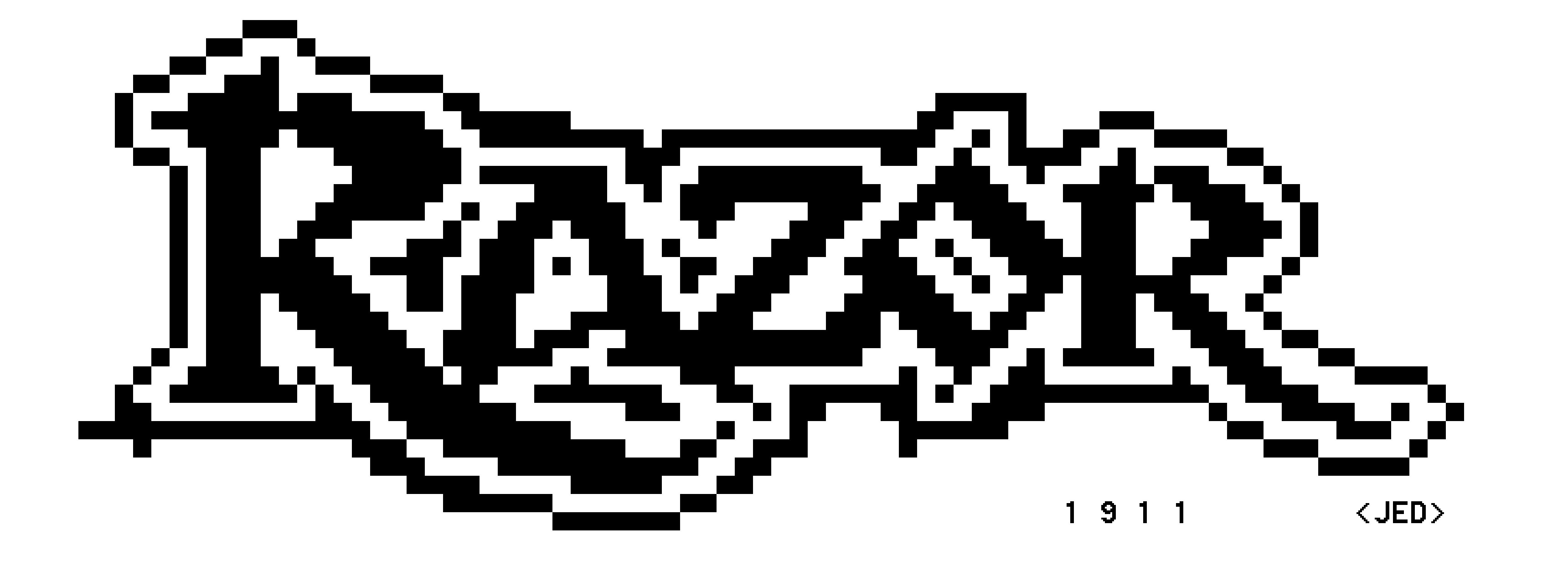
Logo del gruppo

Razor 1911 è un gruppo di coders di demo, trainer, chiptune e warez operanti a partire dall'ottobre 1985, inizialmente sui sistemi Commodore 64 e poi passati all'Amiga e PC. Sono molto conosciuti soprattutto per la diffusione pirata dei giochi e per la creazione di crack e keygen. Secondo la divisione crimini informatici del Dipartimento di Giustizia degli Stati Uniti, è il più antico gruppo di pirateria di videogiochi presente su Internet.

## Nome
Il gruppo è nato come Razor 2992 in Norvegia, fondato da tre membri: Doctor No, Insane TTM e Sector9. Poco tempo dopo 2992 è diventato 1911: molti altri gruppi della cosiddetta scena avevano infatti il numero 666 nel loro nome; scherzosamente decisero di cambiare 2992 in 1911, che in notazione esadecimale corrisponde a 777.

## Membri arrestati
Negli Stati Uniti, durante la cosiddetta Operation Buccaneer (operazione bucanieri, 11-12-2001), sono stati arrestati diversi membri di gruppi tra i quali uno dei leader dei Razor, Shane E. Pitman detto "Pitbull".
Nel 2003 un altro leader, Sean Michael Breen, è stato arrestato e condannato a 50 mesi di carcere e restituzione di 690.236,91$ alla Cisco Systems, alla quale aveva ordinato diverso materiale per rivenderlo sul mercato "nero" fingendosi un cliente. Il gruppo si è fermato fino al 2006, cioè dopo l'uscita dal carcere di Breen.

## Ritorno
Nel 2006 il gruppo è ritornato sulla scena, dimostrandosi uno dei più prolifici insieme a RELOADED. Nel 2007 il gruppo ha "crackato" il videogioco Shadowrun di Microsoft, facendo in modo che, pur richiedendo Windows Vista, potesse funzionare correttamente sotto Windows XP; in seguito hanno realizzato una patch similare per la versione PC di Halo 2, dimostrando che il requisito di Vista era in realtà solamente un modo per spingere le vendite del nuovo sistema operativo. L'atteso Crysis è stato distribuito nel circuito warez cinque giorni prima dell'effettiva data ufficiale.

## Dycus
Dycus fu uno dei membri del gruppo Razor 1911, purtroppo reso conosciuto a causa della sua morte di cancro nel 2012.